# Ni-Hor
Ni-Hor, eigentlich Hor-ni, ist der Name eines unterägyptischen Königs (Pharao) während der vordynastischen Epoche. Seine Beleglage ist sehr dürftig und seine Existenz wird von einem Teil der Forschung bezweifelt.

## Belege
| Tarchan |

| Tura |

| Naqada |

Ni-Hors Name erscheint überwiegend auf Ton- und Steingefäßen, die in Gräbern bei Tarchan, Tura und Naqada gefunden wurden.

## Namenslesung und Deutung
Über die tatsächliche Lesung und Deutung des Namens sind die Ansichten in der Ägyptologie geteilt. Flinders Petrie war sich unschlüssig und ordnete aufgrund der unsauber ausgeführten Darstellung des Zeichens dieses dem Nar-Fisch im Namen des Pharao Narmer zu. Thomas Schneider, Günter Dreyer und Werner Kaiser hingegen betrachten die Lesung Ni-Hor als die wahrscheinlichste, da Knochenfunde in den Gräbern von Tarchan in eine Zeit datieren, in der Narmer noch gar nicht lebte. Ägyptologe Ludwig D. Morenz hingegen warnt vor einer Festlegung irgendeiner Lesungsmöglichkeit, da das fragliche Zeichen keinerlei weiterführende Details erkennen lässt und womöglich entweder Teil des Serechs ist oder ein ganz anderes Symbol darstellt.